# パーヴェル・ブロンスキー

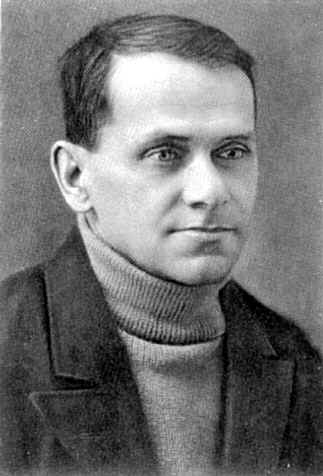
パーヴェル・ブロンスキー

パーヴェル・ペトローヴィチ・ブロンスキー（ロシア語: Павел Петрович Блонский, ラテン文字転写: Pavel Petrovich Blonsky、1884年 5月26日（ユリウス暦5月14日）- 1941年 2月15日）は、ロシア、ソビエト連邦の心理学者、生理学者、教育学者。ウクライナのキエフ出身。労働教育、総合技術教育の理論的基礎の形成に尽力した。児童学に関する著作もあるが、1936年の決定「教育人民委員部の系統における児童学的偏向について」以降は、心理学研究に重点を置いた。

## 経歴
シャニャフスキー大学に勤務し、教育学と心理学を指導したのち、1930年から1941年まで国立心理学研究所に勤務した。ソビエト心理学界では、個人心理学を形成した一人であるとされている。晩年には願望を対象とし、「願望は、特殊な思考である。すなわち、動因となる思考であり、好機があればたちまち行動に移行する思考である。」という規定を行っている。

## 思想
ブロンスキーによる人間の行動研究の特徴を、言語学者アレクセイ・レオンチェフは3つの考え方に集約している。第1は、人間の行動はなによりも行為、振る舞いであるということ。第2は、心理学の対象には、行動の変容の理由や様態が含められなければならないこと。第3は、人間行動を理解し説明するためには、人間行動を動物と、大人の行動を子どもと、文化的行動を野生の行動と比較し、さらに人間行動の病的状態を研究しなければならないこと。

## 後世への影響
心理学者レフ・ヴィゴツキーは『思考と言語』の中で、ヴィゴツキーが生きた当時までのブロンスキーの業績から幾つかを引用する。第1は、子どもが知覚、思考、動作において一つの印象に基づいて、極めて多様な内的な関連を持たない諸要素を未分化な一つになった形象に結びつける傾向を示すことを、ブロンスキーが「子どもの思考の無連関の連関」と呼んでいたこと。第2は、記憶が学齢期において知能化し、随意的になり高次の精神機能へと移行することを、ブロンスキーが「注意は徐々に思想に、つまり知能に依存するようになる」と叙述したこと。第3は、あらしのように過ぎ去る性的成熟期と精神病の初期の状態とが接近類似していることをブロンスキーが指摘したこと。

## 論文
- 「願望の心理学」（1965年）

## 著書
- 『プロチノスの哲学』（1918年）
- 『教育学過程』（1918年）
- 『労働学校』（1919年）（日本語訳：堀秀彦訳、松柏館書店、1935年）
- 『科学の改革』（1920年）
- 『科学的心理学要論』（1921年）
- 『教育学』（1924年）
- 『児童学』（1925年）
- 『心理学論集』（1927年）
- 『教育学の基礎』（1929年）
- 『年齢児童学』（1930年）
- 『学童の思考の発達』（1935年）
- 『記憶と思考』（1935年）
- 『ブロンスキー教育学著作選集』（1961年）